# 十分塭
十分塭，原寫為十份塭，是臺灣臺南市七股區的一個傳統地域名稱，位於該區西南端。相較於今日行政區，其範圍大致包括十份里不含北部邊界地帶及南部凸出部分的東南半部、永吉里西南端，以及安南區的青草里北部、砂崙里北部。

## 歷史
臺灣日治初期，十分塭地區為一（舊制）街庄，稱為「十份塭庄」，隸屬於西港仔堡。昔日該庄本島部分北及東隔曾文溪下游分流三股溪與三股仔庄、七十二份庄為界，東南邊一小段隔曾文溪下游主流鹿耳門溪與學甲藔庄為界，南邊為青草崙庄，西邊臨海。海域轄區部分領有沙洲頂頭額汕南大半部，該洲沙以西臨臺灣海峽曾文溪。
1901年（日治明治三十四年）11月，全臺廢縣廳改設二十廳，該庄隸屬於鹽水港廳。1903年（明治三十六年）6月，該庄編入「塭仔內區」，隸屬於鹽水港廳。1909年（明治四十二年）10月，合併二十廳為十二廳，塭仔內區改隸屬於臺南廳。1920年（大正九年），全臺地方制度大改正，廢十二廳改設五州二廳，該庄改制並雅化為「十分塭」大字，隸屬於臺南州北門郡七股庄（新制街庄）。
戰後七股庄改制為七股鄉，隸屬於臺南縣，大字亦改制為村。1950年10月，雲、嘉、南分治，七股鄉仍隸屬於臺南縣。2010年12月25日，臺南縣市合併，七股鄉改制為七股區，隸屬於新成立的直轄市臺南市，村亦改制為里。

## 聚落
本地區發展較早的聚落有十份塭（已消失）、五塊藔（已向北側遷移）、新十份塭（已消失）、沙藔（位於外海沙洲頂頭額汕中部，已消失）、頂頭額（位於頂頭額汕南部，已消失）等，在日治期初期的官方地圖上已有記載。此外，本地區尚有金德豐、九塊厝等聚落。

## 交通
省道台61線又稱「西部濱海快速公路」，目前通車路段北起新北市八里區臺北港，南至臺南市七股區本地區的九塊厝聚落西郊的縣道173號路口，並在該處設有十份交流道。由此北上可快速前往台灣西部沿海各地。
市道173號是麻豆區麻豆市區至七股區九塊厝的道路。
市道173甲線是北門區蘆竹溝至七股區九塊厝的道路，全線與省道台61線並行，為其兩側平面車道。
區道南39線是三股至十份的道路。
區道南39-2線是五塊寮仔至九塊厝的道路。

## 學校
- 建功國小